# Toulouse (single de Nicky Romero)
"Toulouse" é uma faixa do DJ e produtor holandês Nicky Romero. Foi lançada oficialmente como um single em 19 de Dezembro de 2011 pela gravadora Spinnin' Records. Este single é um dos maiores sucessos de Nicky Romero e foi o grande responsável pelo grande sucesso em sua carreira.

## Videoclipe
Um dos grandes responsáveis pelo sucesso da faixa é seu videoclipe lançado em 9 de Maio de 2012 no YouTube. Filmado em Hamburgo, na Alemanha, por Nicolas Chibac e dirigido por Timo Pierre Rositzki, o vídeo já possui mais 300 milhões de visualizações. O vídeo consiste em algumas pessoas dançando por vários pontos da cidade utilizando a máscara inspirada no rosto de Guy Fawkes, utilizada no filme V de Vingança e pelo grupo Anonymous.

## Faixas
- Toulouse (Original Mix) - Single[3]

1. "Toulouse" (Original Mix) - 6:05

- Toulouse (The Remixes)[4]

1. "Toulouse" (Chocolate Puma Remix) - 7:04
2. "Toulouse" (Tommy Trash Remix) - 5:45

## Posições
| Paradas (2012)                       | Posição |
| ------------------------------------ | ------- |
| Países Baixos (Single Top 100)       | 92      |
| Países Baixos (Single Top 100 Dance) | 17      |

## Histórico de Lançamento
| País           | Data                   | Formato          | Gravadora        |
| -------------- | ---------------------- | ---------------- | ---------------- |
| Países Baixos  | 19 de Dezembro de 2011 | Download digital | Spinnin' Records |
| Estados Unidos | 2 de Janeiro de 2012   | Download digital | Spinnin' Records |